# Omar Milanetto
Omar Milanetto (Venaria Reale, 30 novembre 1975) è un dirigente sportivo ed ex calciatore italiano, di ruolo centrocampista, responsabile scouting del Cesena.

## Caratteristiche tecniche
Centrocampista centrale, nel corso degli anni ha raffinato le doti di regista e di organizzatore di gioco in mezzo al campo. Alcuni lo consideravano un abile tiratore di rigori e calci piazzati.

## Carriera

### Club

#### Gli inizi con Juventus e Fiorenzuola
Cresce calcisticamente nelle giovanili della Juventus, con cui conquista lo scudetto Primavera e il Torneo di Viareggio nell'annata 1993-1994. L'esordio tra i professionisti avviene nella stagione 1994-1995 in Serie C1 con la maglia del Fiorenzuola, squadra dell'omonimo paese in provincia di Piacenza. Con la formazione rossonera disputa due campionati, sfiorando la promozione in Serie B ai playoff della stagione 1994-1995.

#### Monza e Como
Nel dicembre 1996 si trasferisce al Monza, con cui ottiene la promozione nella serie cadetta. A fine stagione passa al Como, sempre in Serie C1, dove rimane per tre stagioni.

#### Modena e Brescia
Nel 2000-2001 approda al Modena, con cui ottiene una doppia promozione dalla Serie C1 alla Serie A in due stagioni. In gialloblu affianca e successivamente sostituisce Vito Grieco nel ruolo di regista, guadagnandosi il soprannome di "Hannibal" per le sue doti fisiche e completando la maturazione tecnica e tattica.
Con il Modena disputa due stagioni nella massima divisione, fino alla retrocessione del 2004, quando viene acquistato dal Brescia allenato da Gianni De Biasi che lo aveva avuto al Modena: a fine stagione le Rondinelle retrocedono, confermando comunque Milanetto per il successivo campionato di Serie B, nel quale realizza 8 reti (suo record personale).

#### Genoa e Padova
Nel 2006 passa al Genoa, in Serie B, con cui centra la promozione nella massima serie. Rimane in forza al Grifone per cinque stagioni consecutive, ritagliandosi sempre un posto da titolare nel centrocampo rossoblu, fino alla rottura con la tifoseria, avvenuta nella stagione 2010-2011. A seguito delle contestazioni al giocatore derivate da un gesto di stizza avvenuto dopo il goal vittoria nell'ultimo Derby della Lanterna nei confronti della tifoseria genoana e dalle conseguenti pressioni effettuate sulla società, Milanetto decide di lasciare il Genoa ed il 23 luglio 2011 viene annunciato il suo passaggio in forza al Lugano. Tuttavia, il 26 luglio, non ritenendo la B svizzera un palcoscenico abbastanza prestigioso, passa al Padova a titolo definitivo.
Il 25 agosto segna la sua prima rete con la maglia biancoscudata nella partita d'esordio in serie B in quello che è stato il suo stadio per diversi anni, nuovamente contro la Sampdoria, gara finita 2-2. Il suo secondo gol arriva nella gara contro l'Empoli vinta per 4 a 2 dopo che i padovani erano andati sotto per 1 a 0.
Il 6 agosto 2012, dopo aver iniziato la preparazione con il Padova e disputato alcune amichevoli pre-stagionali Milanetto, in accordo con la società, decide di rescindere anticipatamente il proprio contratto.

## Dopo il ritiro
Nell'ottobre 2013 ricopre il ruolo di osservatore per il Genoa. Dall'agosto 2019 passa al Torino come responsabile degli osservatori, dal 2020 al 2022 è osservatore del Verona e dal 2023 responsabile scouting del Cesena

## Calcioscommesse

### Procedimento ordinario penale presso Cremona
Il 28 maggio 2012 viene arrestato con l'accusa di associazione a delinquere finalizzato alla truffa sportiva, riguardo all'inchiesta sul calcioscommesse., il 4 giugno 2012 viene posto agli arresti domiciliari. Milanetto aveva un contratto in essere con il Padova fino al 30 giugno 2013 ed era tornato ad allenarsi con i compagni all'inizio di luglio dimagrito di 8 chili dopo la detenzione durata fino al 14 giugno.
Il 9 febbraio 2015 la procura di Cremona termina le indagini e formula per lui e altri indagati le accuse di associazione a delinquere e frode sportiva.

### Procedimento ordinario penale presso Genova
L'11 settembre 2012 il pm di Genova Mazzeo, data la mancanza di prove, chiede l'archivizione per Criscito, Milanetto, Dainelli e Palacio, indagati per la presunta combine volta a favorire la Sampdoria in lotta per la salvezza nel derby dell'8 maggio 2011.

### Procedimento sportivo
Il 10 luglio 2013, nell'ambito del sesto filone di indagini, viene deferito dal procuratore federale Stefano Palazzi per illecito sportivo in riguardo al quarto filone dell'inchiesta di Cremona in relazione alla gara Lazio-Genoa del 14 maggio 2011.
Il 24 luglio viene respinta la richiesta presentata dal suo avvocato di stralcio in attesa che si svolga il procedimento penale a Cremona; nel contempo Palazzi chiede per Milanetto una squalifica di 3 anni e 6 mesi.
Il 2 agosto viene assolto in primo grado e il 17 agosto viene assolto anche in secondo grado.
Il 13 agosto 2015 il procuratore federale Stefano Palazzi firma una sorta di deferimento bis per alcuni degli incolpati per le due partite Lazio-Genoa del 14 maggio 2011 e Lecce-Lazio del 22 maggio dello stesso anno secondo un "ricorso per revocazione" in base all'articolo 39 del Codice di Giustizia Sportiva che consente di tornare su situazioni già giudicate in presenza di elementi nuovi e cioè in questo caso l'interrogatorio di Ilievsky del 27 aprile 2015; per Milanetto chiede 3 anni e 6 mesi di squalifica.
Il 30 settembre seguente la Corte Federale d'Appello della FIGC giudica però inammissibile il ricorso di Palazzi e conferma le sanzioni irrogate dalla Corte di Giustizia Federale il 17 agosto 2013.
Nel 2017 chiede 500.000 euro per ingiusta detenzione e nel 2018 la Cortello d'Appello di Brescia lo ha risarcito con 30.000 euro per ingiusta detenzione.

## Palmarès

### Club

#### Competizioni nazionali
- Serie C1: 1

Modena: 2000-2001
- Supercoppa di Lega di Serie C: 1

Modena: 2001

#### Competizioni giovanili
- Campionato Primavera: 1

Juventus: 1993-1994
- Torneo di Viareggio: 1

Juventus: 1994